# アルバイ湾
座標: 北緯13度10分51秒 東経123度55分32秒 / 北緯13.180833度 東経123.925556度

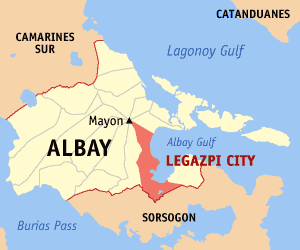
レガスピ市とアルバイ湾

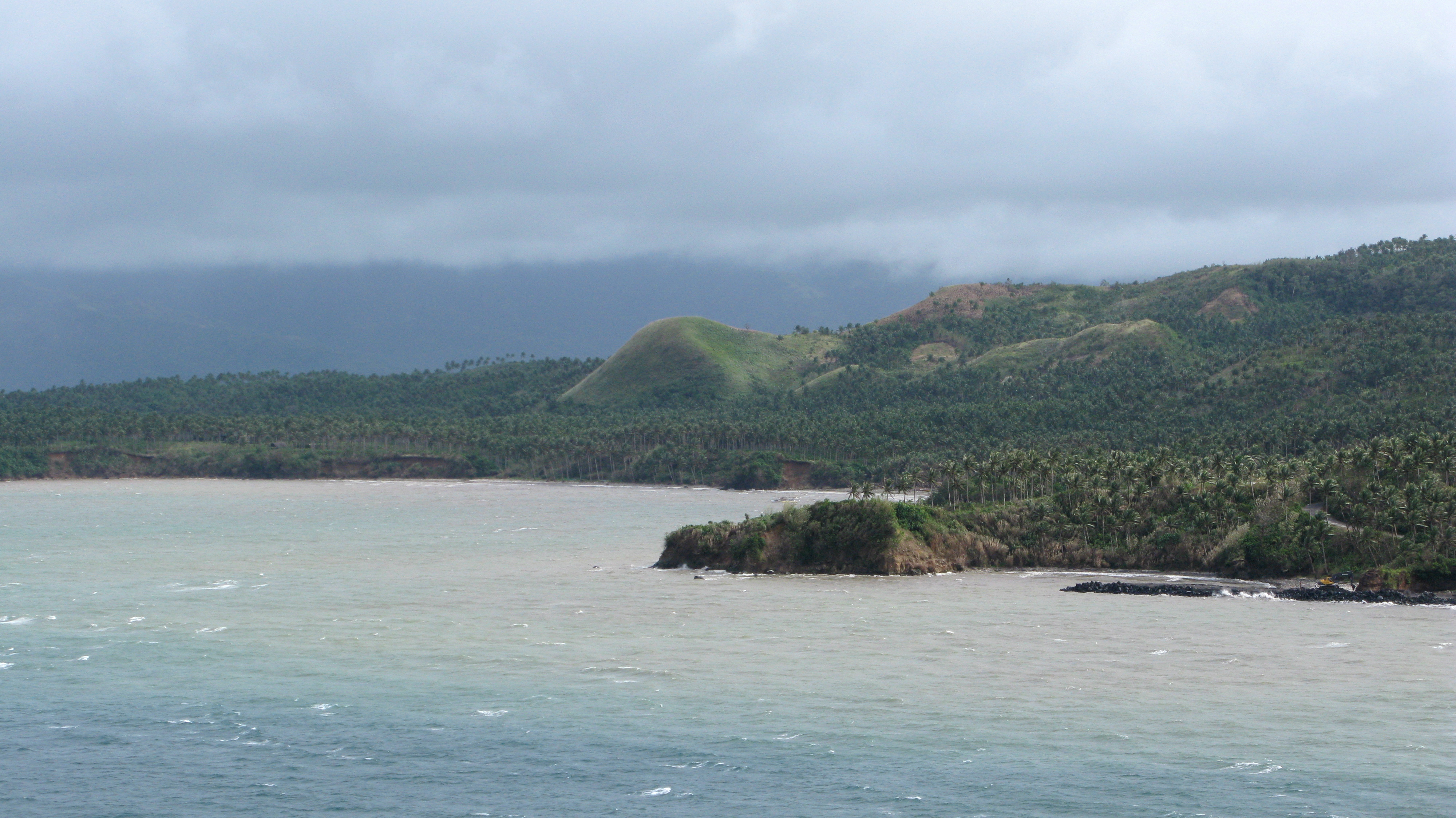
アルバイ湾

アルバイ湾 （アルバイわん、英語: Albay Gulf）はフィリピンのルソン島南部、マヨン山南東に位置する水域。アルバイ州とソルソゴン州に接しており、ビコル半島とカグラライ島、バタン島、ラプラプ島などで区切られている。西部にはレガスピ市が存在する。東部から襲来する台風によって湾内の水位が上がることが多い一方で、干潮時には大きな干潟になる。また沿岸線にはマングローブ林も多い。
アルバイ湾の東部は漁場としても有力であるが、近年はダムの建設や汚水の流れ込み、ラプラプ島での鉱山開発による排水などによる悪影響が指摘されている。湾の奥の一部は保護されており、藻場や小さな珊瑚礁が存在する。
沿岸では地元でbutandingと呼ばれるジンベイザメが頻繁に見られるため、観光客が集まるスポットになっている。政府は関係部門にジンベイザメの主要な食料であるプランクトンの量が種の維持に十分であるかどうか測定するように要求を行っている。1997年、ジンベイザメはソルソゴン州のドンソールでも見つかっており、町は「世界のジンベイザメの首都」とも呼ばれる。